# Apollo i boskie próby
Apollo i boskie próby – seria książek amerykańskiego autora Ricka Riordana opierająca się głównie na greckiej mitologii. Akcja jest osadzona w tym samym świecie co inne powieści tego autora. Cykl składa się z pięciu części. Oprócz głównej serii ukazały się także dodatkowe książki, pt. „Tajne akta Obozu Herosów” oraz niedostępna po polsku książka „Camp Jupiter Classified: A Probatio's Journal”.
Książki z tej serii wygrały plebiscyt Goodreads Choice Awards w kategorii dla dzieci i młodzieży w 2016, 2018, 2019 i 2020.

## Lista tomów
- Ukryta wyrocznia - tom I, wydana 3 maja 2016 roku[9]
- Mroczna przepowiednia - tom II, wydana 2 maja 2017 roku[10]
- Labirynt ognia - tom III, wydana 1 maja 2018 roku
- Grobowiec tyrana - tom IV, wydana 24 września 2019 roku
- Wieża Nerona - tom V, wydana 6 października 2020 roku[11]